# Kvalspelet till Europamästerskapet i handboll för damer 2012
Kvalspelet till EM i handboll för damer 2012 spelas mellan 19 oktober 2011 och 3 juni 2012. Kvalet spelas om sju grupper med fyra lag i varje, där alla lag mötte varandra en gång hemma och en gång borta och de två högst placerade lagen går vidare till Handbolls-EM 2012 i Nederländerna som spelas 3-16 december 2012. En seger ger två poäng, oavgjort ger 1 poäng och förlust ger noll poäng.
Den 3 respektive 4 juni 2011 spelades ett förkval mellan de fyra lägst rankade länderna som avgjordes i dubbelmöten där vinnarna gick vidare till huvudkvalet. Storbritannien slog ut Finland med 58-42 medan Grekland slog ut Israel med 53-52.
Totalt finns det sju grupper och 14 platser att spela om. Förutom dessa 14 platser är Nederländerna automatiskt kvalificerade som arrangörer samt Norge som är regerande europamästare sedan Handbolls-EM 2010 i Danmark & Norge.

## Förkval
| Datum       | Match                    | Resultat | Stad   | Publik |
| ----------- | ------------------------ | -------- | ------ | ------ |
| 3 juni 2011 | Finland - Storbritannien | 22 - 31  | London | 200    |
| 3 juni 2011 | Israel - Grekland        | 25 - 30  | Aten   | 200    |
| 4 juni 2011 | Grekland - Israel        | 23 - 27  | Aten   | 300    |
| 4 juni 2011 | Storbritannien - Finland | 27- 20   | London | 400    |

- Grekland och Storbritannien vidare till huvudkvalet efter att ha gjort fler inbördes mål

## Grupp 1

### Tabell
Not: M = Spelade matcher, V = Vinster, O = Oavgjorda matcher, F = Förluster, GM = Gjorda mål, IM = Insläppta mål, P = Poäng, MSK = Målskillnad
| Lag          | M | V | O | F | GM  | IM  | P | MSK |
| ------------ | - | - | - | - | --- | --- | - | --- |
| Tyskland     | 4 | 3 | 0 | 1 | 110 | 78  | 6 | +32 |
| Ungern       | 4 | 3 | 0 | 1 | 112 | 93  | 6 | +19 |
| Belarus      | 4 | 2 | 0 | 2 | 108 | 101 | 4 | +7  |
| Azerbajdzjan | 4 | 0 | 0 | 4 | 81  | 139 | 0 | −58 |

### Resultat
| Datum           | Match                      | Resultat | Stad        | Publik |
| --------------- | -------------------------- | -------- | ----------- | ------ |
| 19 oktober 2011 | Ungern - Azerbajdzjan      | 41 - 19  | Szombathely | 2.000  |
| 19 oktober 2011 | Tyskland - Vitryssland     | 27 - 19  | Frankfurt   | 1.550  |
| 23 oktober 2011 | Azerbajdzjan - Tyskland    | 16 - 34  | Baku        | 500    |
| 23 oktober 2011 | Vitryssland - Ungern       | 25- 28   | Mogilev     | 2.000  |
| 21 mars 2012    | Azerbajdzjan - Vitryssland | 21 - 31  | Baku        | 400    |
| 22 mars 2012    | Ungern - Tyskland          | 25 - 23  | Nyiregyháza | 3.000  |
| 25 mars 2012    | Tyskland - Ungern          | 26 - 18  | Trier       | 2.015  |
| 25 mars 2012    | Vitryssland - Azerbajdzjan | 33 - 25  | Mogilev     | 2.000  |
| 30 maj 2012     | Azerbajdzjan - Ungern      | -        | Baku        |        |
| 30 maj 2012     | Vitryssland - Tyskland     | -        | Minsk       |        |
| 2-3 juni 2012   | Tyskland - Azerbajdzjan    | -        |             |        |
| 3 juni 2012     | Ungern - Vitryssland       | -        | Dabas       |        |

## Grupp 2

### Tabell
Not: M = Spelade matcher, V = Vinster, O = Oavgjorda matcher, F = Förluster, GM = Gjorda mål, IM = Insläppta mål, P = Poäng, MSK = Målskillnad
| Lag      | M | V | O | F | GM  | IM  | P | MSK |
| -------- | - | - | - | - | --- | --- | - | --- |
| Rumänien | 4 | 3 | 0 | 1 | 121 | 90  | 6 | +31 |
| Serbien  | 4 | 3 | 0 | 1 | 116 | 89  | 6 | +27 |
| Portugal | 4 | 2 | 0 | 2 | 106 | 108 | 4 | −2  |
| Grekland | 4 | 0 | 0 | 4 | 79  | 135 | 0 | −56 |

### Resultat
| Datum           | Match               | Resultat | Stad                  | Publik |
| --------------- | ------------------- | -------- | --------------------- | ------ |
| 19 oktober 2011 | Serbien - Grekland  | 36 - 20  | Niš                   | 3.500  |
| 19 oktober 2011 | Rumänien - Portugal | 35 - 24  | Ramnicu Valcea        | 1.800  |
| 22 oktober 2011 | Grekland - Rumänien | 18 - 38  | Thessaloniki          | 300    |
| 23 oktober 2011 | Portugal - Serbien  | 21 - 32  | Moimenta da Beira     | 1.200  |
| 21 mars 2012    | Grekland - Portugal | 18 - 30  | Thessaloniki          | 400    |
| 22 mars 2012    | Serbien - Rumänien  | 29 - 27  | Zajecar               | 2.200  |
| 24 mars 2012    | Portugal - Grekland | 31 - 23  | Moimenta da Beira     | 500    |
| 24 mars 2012    | Rumänien - Serbien  | 21 - 19  | Drobeta-Turnu Severin | 1.800  |
| 30 maj 2012     | Portugal - Rumänien | -        | Moimenta da Beira     |        |
| 30-31 maj 2012  | Grekland - Serbien  | -        |                       |        |
| 2 juni 2012     | Rumänien - Grekland | -        | Piatra Neamt          |        |
| 2-3 juni 2012   | Serbien - Portugal  | -        |                       |        |

## Grupp 3

### Tabell
Not: M = Spelade matcher, V = Vinster, O = Oavgjorda matcher, F = Förluster, GM = Gjorda mål, IM = Insläppta mål, P = Poäng, MSK = Målskillnad
| Lag            | M | V | O | F | GM  | IM  | P | MSK |
| -------------- | - | - | - | - | --- | --- | - | --- |
| Montenegro     | 4 | 3 | 0 | 1 | 111 | 91  | 6 | +20 |
| Ryssland       | 4 | 3 | 0 | 1 | 102 | 83  | 6 | +19 |
| Polen          | 4 | 2 | 0 | 2 | 110 | 103 | 4 | +7  |
| Storbritannien | 4 | 0 | 0 | 4 | 74  | 120 | 0 | −46 |

### Resultat
| Datum           | Match                       | Resultat | Stad         | Publik |
| --------------- | --------------------------- | -------- | ------------ | ------ |
| 19 oktober 2011 | Montenegro - Storbritannien | 34 - 18  | Herceg Novi  | 1.000  |
| 19 oktober 2011 | Ryssland - Polen            | 32 - 21  | Togliatti    | 2.700  |
| 22 oktober 2011 | Polen - Montenegro          | 27 - 31  | Chorzow      | 1.000  |
| 22 oktober 2011 | Storbritannien - Ryssland   | 16 - 24  | London       | 350    |
| 21 mars 2012    | Montenegro - Ryssland       | 23 - 22  | Podgorica    | 3.500  |
| 22 mars 2012    | Storbritannien - Polen      | 20 - 33  | Loughborough | 800    |
| 25 mars 2012    | Ryssland - Montenegro       | 24 - 23  | Rostov-Don   | 2.400  |
| 25 mars 2012    | Polen - Storbritannien      | 29 - 20  | Elblag       | 2.500  |
| 30 maj 2012     | Polen - Ryssland            | -        | Kwidzyn      |        |
| 30 maj 2012     | Storbritannien - Montenegro | -        | London       |        |
| 2-3 juni 2012   | Montenegro - Polen          | -        |              |        |
| 3 juni 2012     | Ryssland - Storbritannien   | -        | Togliatti    |        |

## Grupp 4

### Tabell
Not: M = Spelade matcher, V = Vinster, O = Oavgjorda matcher, F = Förluster, GM = Gjorda mål, IM = Insläppta mål, P = Poäng, MSK = Målskillnad
| Lag        | M | V | O | F | GM  | IM  | P | MSK |
| ---------- | - | - | - | - | --- | --- | - | --- |
| Frankrike  | 4 | 3 | 0 | 1 | 141 | 100 | 6 | +41 |
| Turkiet    | 4 | 2 | 0 | 2 | 128 | 128 | 4 | ±0  |
| Makedonien | 4 | 2 | 0 | 2 | 112 | 128 | 4 | −16 |
| Litauen    | 4 | 1 | 0 | 3 | 116 | 141 | 2 | −25 |

### Resultat
| Datum           | Match                  | Resultat | Stad             | Publik |
| --------------- | ---------------------- | -------- | ---------------- | ------ |
| 19 oktober 2011 | Frankrike - Turkiet    | 34 - 25  | Metz             | 4.000  |
| 19 oktober 2011 | Makedonien - Litauen   | 34 - 25  | Skopje           | 1.000  |
| 23 oktober 2011 | Turkiet - Makedonien   | 36 - 28  | Antalya          | 1.200  |
| 23 oktober 2011 | Litauen - Frankrike    | 25 - 40  | Alytus           | 1.000  |
| 21 mars 2012    | Litauen - Turkiet      | 35 - 31  | Panevezys        | 700    |
| 22 mars 2012    | Makedonien - Frankrike | 30 - 27  | Skopje           | 1.600  |
| 25 mars 2012    | Turkiet - Litauen      | 36 - 31  | Antalya          | 400    |
| 25 mars 2012    | Frankrike - Makedonien | 40 - 20  | Clermont-Ferrand | 4.300  |
| 30 maj 2012     | Turkiet - Frankrike    | -        |                  |        |
| 30-31 maj 2012  | Litauen - Makedonien   | -        | Panevezys        |        |
| 3 juni 2012     | Frankrike - Litauen    | -        | Nantes           |        |
| 3 juni 2012     | Makedonien - Turkiet   | -        | Skopje           |        |

## Grupp 5

### Tabell
Not: M = Spelade matcher, V = Vinster, O = Oavgjorda matcher, F = Förluster, GM = Gjorda mål, IM = Insläppta mål, P = Poäng, MSK = Målskillnad
| Lag       | M | V | O | F | GM  | IM  | P | MSK |
| --------- | - | - | - | - | --- | --- | - | --- |
| Sverige   | 4 | 3 | 1 | 0 | 122 | 84  | 7 | +38 |
| Tjeckien  | 4 | 3 | 0 | 1 | 117 | 96  | 6 | +21 |
| Slovenien | 4 | 1 | 0 | 3 | 89  | 115 | 2 | −26 |
| Österrike | 4 | 0 | 1 | 3 | 97  | 130 | 1 | −33 |

### Resultat
| Datum           | Match                 | Resultat | Stad               | Publik |
| --------------- | --------------------- | -------- | ------------------ | ------ |
| 19 oktober 2011 | Österrike - Tjeckien  | 26 - 36  | Maria Enzersdorf   | 800    |
| 20 oktober 2011 | Sverige - Slovenien   | 27 - 20  | Skövde             | 1.900  |
| 22 oktober 2011 | Tjeckien - Sverige    | 21 - 30  | Most               | 1.050  |
| 23 oktober 2011 | Slovenien - Österrike | 29 - 28  | Lubljana           | 900    |
| 21 mars 2012    | Tjeckien - Slovenien  | 31 - 19  | Most               | 1.100  |
| 22 mars 2012    | Österrike - Sverige   | 26 - 26  | Krems an der Donau | 700    |
| 24 mars 2012    | Sverige - Österrike   | 39 - 17  | Norrköping         | 3.400  |
| 25 mars 2012    | Slovenien - Tjeckien  | 21 - 29  | Ljubljana          | 800    |
| 30 maj 2012     | Tjeckien - Österrike  | -        | Zlin               |        |
| 31 maj 2012     | Slovenien - Sverige   | -        | Velenje            |        |
| 2 juni 2012     | Sverige - Tjeckien    | -        | Kristianstad       |        |
| 2 juni 2012     | Österrike - Slovenien | -        | Maria Enzersdorf   |        |

## Grupp 6

### Tabell
Not: M = Spelade matcher, V = Vinster, O = Oavgjorda matcher, F = Förluster, GM = Gjorda mål, IM = Insläppta mål, P = Poäng, MSK = Målskillnad
| Lag       | M | V | O | F | GM  | IM  | P | MSK |
| --------- | - | - | - | - | --- | --- | - | --- |
| Kroatien  | 4 | 4 | 0 | 0 | 126 | 84  | 8 | +42 |
| Danmark   | 4 | 2 | 0 | 2 | 109 | 98  | 4 | +11 |
| Slovakien | 4 | 2 | 0 | 2 | 95  | 104 | 4 | −9  |
| Italien   | 4 | 0 | 0 | 4 | 71  | 115 | 0 | −44 |

### Resultat
| Datum           | Match                | Resultat | Stad              | Publik |
| --------------- | -------------------- | -------- | ----------------- | ------ |
| 19 oktober 2011 | Kroatien - Italien   | 40 - 15  | Novigrad          | 1.000  |
| 19 oktober 2011 | Danmark - Slovakien  | 36 - 24  | Holstebro         | 2.500  |
| 22 oktober 2011 | Slovakien - Kroatien | 23 - 34  | Michalovce        | 2.000  |
| 23 oktober 2011 | Italien - Danmark    | 22 - 27  | Mestrino          | 600    |
| 21 mars 2012    | Kroatien - Danmark   | 21 - 19  | Rijeka            | 2.800  |
| 21 mars 2012    | Italien - Slovakien  | 19 - 25  | Salerno           | 600    |
| 24 mars 2012    | Danmark - Kroatien   | 27 - 31  | Randers           | 2.200  |
| 25 mars 2012    | Slovakien - Italien  | 23 - 15  | Hlohovec          | 500    |
| 30 maj 2012     | Italien - Kroatien   | -        |                   |        |
| 30-31 maj 2012  | Slovakien - Danmark  | -        | Povazská Bystrica |        |
| 2 juni 2012     | Danmark - Italien    | -        | Roskilde          |        |
| 3 juni 2012     | Kroatien - Slovakien | -        | Novigrad          |        |

## Grupp 7

### Tabell
Not: M = Spelade matcher, V = Vinster, O = Oavgjorda matcher, F = Förluster, GM = Gjorda mål, IM = Insläppta mål, P = Poäng, MSK = Målskillnad
| Lag     | M | V | O | F | GM  | IM  | P | MSK |
| ------- | - | - | - | - | --- | --- | - | --- |
| Spanien | 4 | 3 | 0 | 1 | 106 | 92  | 6 | +14 |
| Ukraina | 4 | 3 | 0 | 1 | 102 | 90  | 6 | +12 |
| Island  | 4 | 2 | 0 | 2 | 99  | 83  | 4 | +16 |
| Schweiz | 4 | 0 | 0 | 4 | 75  | 117 | 0 | −42 |

### Resultat
| Datum           | Match             | Resultat | Stad            | Publik |
| --------------- | ----------------- | -------- | --------------- | ------ |
| 19 oktober 2011 | Ukraina - Schweiz | 31 - 20  | Zaporozhye      | 600    |
| 20 oktober 2011 | Spanien - Island  | 27 - 22  | Leganes-Madrid  | 1.200  |
| 23 oktober 2011 | Island - Ukraina  | 20 - 21  | Reykjavik       | 1.200  |
| 23 oktober 2011 | Schweiz - Spanien | 20 - 29  | Genève          | 750    |
| 21 mars 2012    | Ukraina - Spanien | 22 - 23  | Zaporozhye      | 2.000  |
| 22 mars 2012    | Schweiz - Island  | 19 - 26  | St.Gallen       | 1.600  |
| 25 mars 2012    | Spanien - Ukraina | 27 - 28  | Estella-Navarra | 750    |
| 25 mars 2012    | Island - Schweiz  | 31 - 16  | Hlioarendi      | 900    |
| 30 maj 2012     | Island - Spanien  | -        | Hlioarendi      |        |
| 31 maj 2012     | Schweiz - Ukraina | -        | Kloten          |        |
| 2 juni 2012     | Spanien - Schweiz | -        | Guadalajara     |        |
| 3 juni 2012     | Ukraina - Island  | -        | Zaporozhye      |        |